# Густаво (игрок в мини-футбол)
Густаво Лобо Парадеда (род. 5 февраля 1979, Пелотас, Риу-Гранди-ду-Сул), более известный как просто Густаво — бразильский футболист, игрок в мини-футбол на позиции вратаря; тренер.
В конце 2010 года Густаво получил российский паспорт и в сентябре 2011 года дебютировал в составе сборной России по мини-футболу. Заслуженный мастер спорта России (2014).

## Биография
До 2004 года Густаво играл в бразильском чемпионате. Дважды, с «Ульброй» и «Карлус-Барбозой», он становился его победителем. Также в составе «Ульбры» он дважды становился обладателем Межконтинентального Кубка.
В 2004 году Густаво покинул Бразилию и перебрался в казахстанский «Кайрат». Там он провёл пять лет, выиграв за это время все возможные внутренние трофеи (пять чемпионатов и кубков), а также дважды сыграв в полуфинале Кубка УЕФА по мини-футболу.
Летом 2009 года Густаво перешёл в новосибирский «Сибиряк». По итогам первого своего сезона в российском чемпионате он был признан болельщиками лучшим игроком новосибирской команды. После нескольких сезонов проведенных в «Динамо» в 2018 году вернулся в Новосибирск.
В мае 2012 года Густаво получил черепно-мозговую травму в матче против «Дины», после чего врачи посоветовали ему играть в регбийном шлеме подобно Петру Чеху. Впрочем, после восстановления Густаво данный совет проигнорировал, однако почти через 2 года в матче против «Тюмени» вратарь ударился головой о паркет, после чего потерял сознание и был госпитализирован. После этого Густаво смог вернуться в строй, хотя карьеру доигрывал уже в шлеме.
Как и многие бразильские вратари, Густаво хорошо играл ногами, нередко сам исполнял роль пятого полевого игрока и отличался забитыми мячами.
17 мая 2019 года завершил карьеру.
В 2020 году возглавил в качестве главного тренера клуб «Ростов». 9 марта 2022 года Густаво покинул пост главного тренера по семейным обстоятельствам.

## Достижения
- Серебряный призёр Чемпионата мира: 2016
- Серебряный призёр Чемпионата Европы (3): 2012, 2014, 2016
- Чемпион Бразилии (2): 1998, 2001
- Обладатель Кубка Бразилии: 2001
- Обладатель Межконтинентального Кубка (3): 1999, 2001, 2013
- Чемпион Казахстана (5): 2004/05, 2005/06, 2006/07, 2007/08, 2008/09
- Обладатель Кубка Казахстана (5): 2005, 2006, 2007, 2008, 2009
- Чемпион России (3): 2012/13, 2015/16, 2017/18
- Обладатель Кубка России (3): 2012/13, 2013/14, 2014/15
- Серебряный призёр Кубка УЕФА (2): 2012/13, 2013/14
- лучший вратарь Мира 2013 года по версии “Futsal Planet”

## Личная жизнь
Женой Густаво является казахстанская певица Зарина, известная под псевдонимом Руна. Помимо родного португальского Густаво говорит по-английски и по-русски, причём русский он освоил благодаря своей жене, с которой изначально изъяснялся с помощью рисунков.